# Frimurarebarnhusets församling
Frimurarebarnhusets församling var en församling vid Frimurarebarnhuset i nuvarande Stockholms stift i nuvarande Stockholms kommun. Församlingen uppgick 1889 i Kungsholms församling.

## Administrativ historik
Församlingen bildades 1867 genom en utbrytning ur Klara församling och uppgick 1889 i Kungsholms församling.